# Segunda Batalha de Algeciras

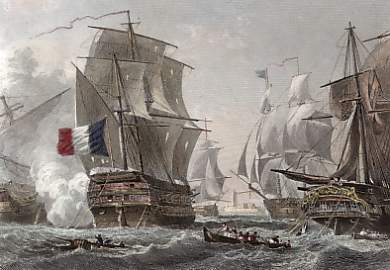
Beau fait d'armes du capitaine Troude, Morel-Fatio

A Segunda Batalha de Algeciras (também conhecida como a Batalha do estreito de Gibraltar) foi uma batalha naval travada na noite de 12 de julho de 1801 (23 messidor e IX do calendário republicano francês) entre um esquadrão de navios da Marinha Real Britânica do linha e um esquadrão maior de navios da Marinha espanhola e da Marinha francesa no Estreito de Gibraltar.
A batalha ocorreu após a Primeira Batalha de Algeciras em 6 de julho, na qual um esquadrão francês ancorado no porto espanhol de Algeciras foi atacado por um esquadrão britânico maior baseado na vizinha Gibraltar. Em um confronto pesado travado em clima calmo nos confins próximos da Baía de Algeciras, a força britânica foi paralisada e derrotada, sofrendo pesadas baixas e perdendo o navio de 74 canhões HMS Hannibal. Retirando-se para reparos, ambos os lados convocaram reforços, os franceses recebendo primeiro o apoio da frota espanhola baseada em Cádiz, que enviou seis navios de linha para escoltar a esquadra francesa em segurança.
Chegando a Algeciras no dia 9 de julho, a esquadra combinada estava pronta para zarpar novamente no dia 12 de julho, partindo de Algeciras para o oeste durante a noite. O esquadrão britânico comandado pelo contra-almirante Sir James Saumarez, tendo efetuado seus próprios reparos apressados, partiu em perseguição. Ao descobrir que seus navios estavam ficando para trás, Saumarez instruiu seus capitães a se separarem e atacarem o esquadrão combinado da melhor maneira possível. O navio mais rápido foi o HMS Superb comandado pelo capitão Richard Goodwin Keats, que navegou pela retaguarda espanhola ao cair de uma noite sem luar. Superb disparou contra os navios mais recuados, incendiando o Real Carlos de 112 canhões e capturando o Saint Antoine. Incapaz de diferenciar amigo de inimigo na escuridão, o Real Carlos inadvertidamente engajou o navio espanhol San Hermenegildo, espalhando o fogo para seu compatriota. Ambos os navios posteriormente explodiram com enorme perda de vidas. Um segundo estágio da batalha então se desenvolveu, quando o HMS Venerable assumiu a liderança da linha britânica, atacando o último navio francês Formidable sob o comando do capitão Amable Troude. Em um confronto furioso e prolongado, Venerable sofreu graves danos e foi levado para terra, permitindo que o restante da força francesa retornasse a Cádiz sem mais combates.
Após a batalha, o Venerable foi rebocado de volta a Gibraltar para reparos, enquanto o resto da esquadra britânica retomou o bloqueio dos navios franceses e espanhóis em Cádiz, voltando à situação anterior à batalha. Esta vitória britânica, logo após a derrota de Saumarez no porto de Algeciras, fez muito para restaurar a paridade na região e as pesadas baixas infligidas aos espanhóis contribuíram para o enfraquecimento da aliança franco-espanhola e a assinatura do Tratado de Amiens, que trouxe a guerra a uma parada temporária no início do ano seguinte. Na França, apesar das pesadas perdas espanholas, a batalha foi celebrada como uma vitória, com Troude amplamente elogiado e promovido pela defesa de seu navio.